# Вирт, Эммануэль
Эммануэль Вирт (нем. Emanuel Wirth; 18 октября 1842, Лудиц, ныне Чехия — 5 января 1923, Берлин) — немецкий скрипач и альтист.
Учился в Праге у Морица Мильднера. Некоторое время был концертмейстером курортного оркестра в Баден-Бадене, затем в 1864—1877 гг. работал в Роттердаме как концертмейстер одного из местных оркестров и педагог, возглавлял струнный квартет. В 1877 г. в связи с отъездом Эдуарда Раппольди в Дрезден был приглашён занять его место в Берлине в качестве одного из помощников Йозефа Иоахима.
Известен, прежде всего, как ассистент Иоахима в его классе в Берлинской Высшей школе музыки, где у него учились, в частности, Карл Прилль, Альберт Стессель, Эдмунд Северн и Кристиан Тимнер. По отзыву Августа Вильгельми, Вирт был лучшим скрипичным педагогом своего поколения, а Северн впоследствии утверждал, что как учитель Вирт, возможно, и превосходил Иоахима; по словам Северна,

преподавание скрипки было для него культом, религией; и я думаю, он верил в то, что Бог послал его на землю учить играть на скрипке.

Кроме того, на протяжении почти 30 лет (1877—1906) Вирт играл на альте в знаменитом Квартете Иоахима.
Сын Вирта, Йозеф, был женат на Юлии, дочери известного музыкального педагога Юлиуса Штокхаузена.